# Refugi antiaeri de les Bernardes
El refugi antiaeri de les Bernardes es troba a la ciutat de Girona, tot i que no és visitable. Aquest refugi és un element de defensa passiva que es va construir el 1938, durant la Guerra Civil Espanyola, i era un projecte de l'arquitecte Ricard Giralt. En aquest indret hi podien anar unes 750 persones.

## Descripció de l'espai
La planta del refugi és rectangular. La seva amplada exacte és de 16 metres però es desconeix la seva longitud total a causa de l'estat en què es troba (es creu que podrien ser uns 40 metres). Aquest espai disposava de dues entrades i/o sortides enllaçades per un passadís que s'utilitzava per comunicar les diferents estances que també es comunicaven entre elles.
Les parets eren d'un metre de gruix i construïdes amb formigó i rierencs i tenia una alçada d'un metre i mig; es va pintar una franja de color taronja per tal de facilitar-ne l'accés quan hi havia poca llum, la resta de paret era blanca. Els respiradors estaven tots situats al passadís, no n'hi havia a les cèl·lules. La part superior del refugi estava coberta amb un túmul piramidal de terra, per amortir l'impacte de les bombes.

## Història
Abans que es construís el refugi antiaeri aquest espai era ocupat per un convent anomenat el convent de les Bernardes. Aquest convent ocupava una gran extensió de terreny entre els actuals carrers Horta i Santa Clara. Quan les monges van fugir en l'agost del 1936, el Comitè Executiu Antifeixista gironí va confiscar el convent i el van enderrocar. A causa de la guerra l'any 1938 van decidir aprofitar aquest gran solar per construir-hi un refugi antiaeri subterrani.
Després de la guerra el solar va quedar abandonat. No va ser fins a finals del 1940 que es va eixamplar el carrer Santa Clara i es van començar noves edificacions. Una d'aquestes edificacions va ser l'Instituto Nacional de Previsión (actual CAP de Santa Clara), construït entre el 1949 i el 1955, que va edificar-se sobre la meitat sud del refugi. Sobre la meitat nord s'hi va construir un bloc de pisos.
No va ser fins al febrer del 2010 que es va aconseguir accedir al refugi a través de l'accés nord per accedir al seu interior i documentar-lo.

## Refugis de la ciutat de Girona
- Refugi antiaeri del Jardí de la Infància.